# Alexander Freeman
Alexander Freeman (ur. 3 stycznia 1972) – liberyjski piłkarz występujący na pozycji pomocnika.

## Kariera klubowa
Freeman karierę rozpoczynał w 1988 roku w zespole Invincible Eleven. W sezonie 1991 zdobył z nim Puchar Liberii. W 1994 roku przeszedł do saudyjskiego An-Nassr, z którym w sezonie 1994/1995 wywalczył mistrzostwo Arabii Saudyjskiej. W 1995 roku odszedł do malezyjskiego Kelantanu, w którym spędził sezon 1995/1996.
Następnie występował w katarskim Al-Rajjan SC, a w 1997 roku ponownie trafił do Malezji, gdzie grał w drużynach Perlis FA oraz Selangor FA. Wraz z Selangorem w sezonie 2000 zdobył mistrzostwo Malezji. W 2002 roku przeszedł do indonezyjskiego PSMS Medan, gdzie w 2003 roku zakończył karierę.

## Kariera reprezentacyjna
W reprezentacji Liberii Freeman zadebiutował w 1988 roku. W 1996 roku został powołany do kadry na Puchar Narodów Afryki. Zagrał na nim w meczach z Gabonem (2:1) i Zairem (0:2), a Liberia zakończyła turniej na fazie grupowej.